# Gagrella patalungensis
Gagrella patalungensis is een hooiwagen uit de familie Sclerosomatidae.